# 카이 (1981년)
카이(본명: 정기열, 1981년 12월 5일 ~ )은 대한민국의 가수이자 뮤지컬 배우이다. 그는 바리톤으로 클래식 훈련을 받았으며, 뮤지컬 분야에서 가장 잘 알려져 있다. 그는 한국에서 제작된 《두 도시 이야기》, 《삼총사》, 《팬텀》, 《지킬 앤드 하이드》, 《레 미제라블》 등의 작품에 출연했다. 뮤지컬 외에도 카이는 《미스터리 음악쇼 복면가왕》과 같은 다양한 노래 경연 프로그램에 패널로 출연했으며, KBS 제1FM의 클래식 음악 프로그램 《세상의 모든 음악》의 진행을 맡았다.

## 이력
서울예술고등학교를 수석으로 졸업한 뒤 서울대학교 성악과에 진학하였다. 군 복무를 마친 후 모교에서 대학원 과정을 계속했다. 2009년에는 석사 학위를 취득하고 모데스트 무소륵스키의 음악에 대한 논문을 썼다.

### 초기 경력
클래식 음악 분야에서 학문적 배경을 가졌음에도 불구하고, 카이는 당시 한국에서는 비교적 새로운 장르였던 크로스오버 음악 분야에서 경력을 쌓기로 결정했다. 2009년 인터뷰에서 카이는 동료들이 했던 것처럼 오페라 경력을 추구하는 대신 크로스오버 가수가 되겠다고 발표했을 때 교수들을 충격에 빠뜨렸고 대부분의 교수들로부터 반대에 부딪혔다고 밝혔다. 그의 결정은 그의 교수이자 은퇴한 테너 박인수의 영향을 받았는데, 박인수와 포크 가수 이동원이 1989년에 발표한 히트 듀엣곡 "향수"는 상업적으로 성공한 초기 한국 크로스오버 곡 중 하나로 여겨진다. 당시 만연했던 완고한 보수주의와 분리주의적 태도 때문에 박인수 본인은 곡이 발매된 후 국립오페라단에서 제명되고 국내 클래식 음악계에서 따돌림을 당했다.
카이는 클래식 훈련을 받은 가수들이 대중음악에 손대면 가창력을 잃을 것이라는 지배적인 인식을 바꾸기 위해 다양한 축제에서 대중음악을, 콘서트홀에서 표준 클래식 오페라 레퍼토리를 번갈아 공연했다. 그는 2009년 유명한 한국 오페라 소프라노 조수미의 전국 콘서트 투어에 게스트 아티스트로 참여한 후 대중적인 인지도를 얻었다. 그 전까지 그는 본명에서 따온 '결'이라는 이름으로 활동했다. 조수미는 비한국 관객들이 발음하기 쉽다는 이유로 '카이'라는 예명을 제안했고, 그는 그 이후로 이 이름을 사용하고 있다.
공연 활동 외에도 카이는 여러 싱글 앨범과 정규 앨범을 발매했으며, 다른 아티스트들의 곡에 피처링 보컬로 참여했다. 2009년 맥시 싱글 앨범에서는 박진영과의 작업으로 유명한 베테랑 K-팝 작곡가이자 프로듀서 김형석과 협력하여 전통적인 클래식 크로스오버 레퍼토리를 재해석하는 일반적인 관행 대신 오리지널 곡을 제작했다. 그는 2011년 3월 첫 정규 스튜디오 앨범 《I AM KAI》를 발매했고, 이 앨범은 가온 앨범 차트에서 92위로 데뷔하여 3주 만에 26위까지 상승했다. 그의 발매 음반들은 국내 클래식 차트에서도 1위를 차지했으며, 이는 그가 클래식 및 가온 차트에 동시에 진입한 최초의 크로스오버 아티스트 중 한 명이 되었다.

### 뮤지컬
2002년 뮤지컬 배우 첫 데뷔한 그는 이후 2007년에는 동아 콩쿠르 3위, 2009년에는 일본 오사카 국제 콩쿠르 3위 등 국내·외 유수 콩쿠르에서 입상했다. 2008년 싱글 앨범 '미완'로 데뷔했을 때부터 유명인사들이 주목하였고, ‘제2의 성시경’으로 불리었다. 내는 앨범마다 음원마다 차트에서 1위를 기록하며 화제를 모았고, 2011년 3월 타이틀 곡 ‘사랑이란 이름’이 실린 첫 정규 음반 ‘I AM KAI’를 발표, 당시 팝페라 차트에서 음원과 음반 판매 순위 1∼2위를 기록했다.
카이는 2011년 《스토리 오브 마이 라이프 (뮤지컬)》 프로덕션으로 뮤지컬 데뷔를 했다. 당시 뮤지컬 배우 중 클래식 훈련을 받은 가수는 상대적으로 적었으며, 동료 서울대학교 성악 전공자인 류정한과 김소현 (1975년)이 가장 활발하고 잘 알려져 있었다. 대부분의 뮤지컬 배우들은 팝 가수이거나 연기 훈련을 받은 후 보컬 훈련을 받았다.
카이는 강력한 목소리 덕분에 권위적이거나 "고상한" 캐릭터로 캐스팅되었으며 《두 도시 이야기 (뮤지컬)》, 《팬텀 (뮤지컬)》, 《삼총사 (뮤지컬)》, 《몬테크리스토 백작 (뮤지컬)》 등 여러 유명 뮤지컬의 한국 프로덕션에서 주역을 맡았다. 2017년에는 벤허 (소설)의 한국 뮤지컬 각색본인 《벤허》에서 주인공 역으로 그리고 《루돌프 (뮤지컬)》(한국에서는 《더 라스트 키스》로 홍보됨)에서 황태자 루돌프 역으로 비평적 찬사와 인정을 받았다. 2019년 서울 초연된 한국어 각색 뮤지컬 《엑스칼리버 (뮤지컬)》에서 아더 왕 역으로 캐스팅되었는데, 이 작품은 평론가와 관객 모두에게 극찬을 받았고 그 해 가장 많이 팔린 뮤지컬 중 하나였다. 인기로 인해 2021년에도 재공연되었고, 카이는 여러 오리지널 캐스트 멤버 중 한 명으로 다시 출연했다. 2020년 후반에는 뮤지컬 각색본인 《젊은 베르테르의 슬픔》에 캐스팅되어 제5회 한국뮤지컬대상에서 남우주연상 후보에 올랐다.
- 2025 뮤지컬《팬텀》 에릭(팬텀)역

- 2024 뮤지컬《프랑켄슈타인》 앙리 뒤프레/ 괴물 역
- 2023~2024 뮤지컬 《레 미제라블》자베르 역
- 2023 뮤지컬《베토벤》베토벤 역
- 2021~2022 뮤지컬 《지킬앤 하이드》헨리지킬/에드워드 하이드
- 2021~2022 뮤지컬 《프랑켄슈타인》 앙리 뒤프레/괴물 역
- 2021 뮤지컬 《엑스칼리버》아더 역
- 2021 뮤지컬 《팬텀》 팬텀 역

- 2020~2021 뮤지컬 《몬테크리스토 백작》 에드몬드 단테스(몬테크리스토) 역
- 2020 뮤지컬 《베르테르》베르테르 역
- 2019~2020 뮤지컬 《레베카》 막심 드 윈터 역
- 2019 뮤지컬 《벤허》벤허 역
- 2019 뮤지컬 《엑스칼리버》아더 역
- 2018~2019 뮤지컬 《팬텀》 팬텀 역
- 2018 뮤지컬 《프랑켄슈타인》 앙리 뒤프레 / 괴물 역
- 2017~2018 뮤지컬 《더 라스트 키스》 황태자 루돌프 역
- 2017 뮤지컬 《벤허》 유다 벤허 역
- 2016 뮤지컬 《몬테크리스토 백작》 에드몬드 단테스(몬테크리스토) 역
- 2016 뮤지컬 《잭 더 리퍼》 다니엘 역
- 2016 뮤지컬 《삼총사》 달타냥 역
- 2015 뮤지컬 《아리랑》 양치성 역
- 2015 뮤지컬 《팬텀》 팬텀 역
- 2014~2015 뮤지컬《마리 앙투아네트》 악셀 폰 페르센 역
- 2014 뮤지컬 《드라큘라》 조나단 하커 역
- 2013 뮤지컬 《두 도시 이야기》 찰스 다네이 역
- 2012 뮤지컬 《두 도시 이야기》 찰스 다네이 역
- 2011~2012 뮤지컬 《스토리 오브 마이 라이프》 토마스 위버 역
- 2008 뮤지컬 《사랑은 비를 타고》 동현 역

### 연극
- 2024 연극《고도를 기다리며를 기다리며》 벨 역
- 2023 연극 《라스트 세션》C.S.루이스 역
- 2016 연극 《레드》 켄 역

### 텔레비전 프로그램
- 2010년부터 2014년까지 카이는 KBS 제1FM의 인기 클래식 음악 프로그램인 《세상의 모든 음악》의 DJ를 맡았다.[28] 그는 또한 《불후의 명곡 - 전설을 노래하다》, 《나는 가수다》 시즌2[29], 《미스터리 음악쇼 복면가왕》과 같은 노래 경연 프로그램에도 참여했다. 2017년부터 2021년까지 그는 《미스터리 음악쇼 복면가왕》의 "음악 전문가" 5인 중 한 명으로 고정 패널로 출연했다.[30]

- 2017년 MBC 《미스터리 음악쇼 복면가왕》 - 고정 판정단
- 2016년 MBC 《미스터리 음악쇼 복면가왕》 - 내가 가만히 있으니까 가마니로 보이니?(참가자[우승])
- 2016년 KBS 《불후의 명곡 - 전설을 노래하다》 (호국보훈의 달 특집)
- 2016년 KBS 《콘서트필》
- 2015년 KBS 《더콘서트》
- 2015년 KBS 《불후의 명곡 - 전설을 노래하다》 (부활 편)
- 2015년 EBS 《다큐프라임 - 인간과 패션》 내레이션
- 2015년 EBS 《스페이스 공감》
- 2012년 MBC 《나는 가수다》
- 2011년 FOOD TV 《싱글즈 키친》 진행
- 2008년 OBS 《주철환 김미화의 문화전쟁》 고정 패널 출연
- 2008년 OBS 《문화전쟁》 스페셜 MC
- 2008년 SBS 《김정은의초콜릿》
- KBS 《열린음악회》 다수 출연
- TV조선 《미스쓰리랑》 14회 특별게스트

### 라디오 프로그램
- 2015년 EBS FM 《EBS 책 읽는 라디오 낭독 시리즈》(헤르만 헤세 '환상동화집)
- 2013년~2014년 KBS 1FM 《세상의 모든 음악 카이입니다》 DJ
- 2010년~2012년 KBS 1FM 《생생클래식》 DJ

## 음반
- 2015 디지털 싱글 앨범 《Second Christmas》
- 2014 tvN 드라마 《삼총사》 O.S.T 참여 ('기도')
- 2014 정규앨범 《KAI in ITALY》
- 2013 디지털 싱글 앨범 《First Christmas》
- 2012 디지털 싱글 앨범 《울게하소서》
- 2012 일본 정규 앨범 《In the name of Love》
- 2012 디지털 싱글 앨범 '눈을 감으면 (브람스를 들으며)'
- 2011 정규앨범 《I AM KAI》
- 2010 디지털 싱글 앨범 《Clad Meets Piano》
- 2009 디지털 싱글 앨범 《Edgewalker》
- 2009 MBC 드라마 《멈출 수 없어》 O.S.T 참여 ('눈물' 연시's Theme)
- 2008 MBC 드라마넷 드라마 《별순검 시즌2》 O.S.T 참여 ('다른 세상에서')
- 2008 디지털 싱글 앨범 《미완》

## 콘서트
뮤지컬 및 콘서트 외에도 카이는 아시아 전역에서 열린 다양한 한국관광공사 후원 행사에서 한국 뮤지컬을 방문 관광객을 위한 잠재적 매력으로 홍보했다. 그는 그의 공로로 대한민국 문화체육관광부 장관 표창을 받았다.
- 2016 [아르츠 콘서트 인 런던]
- 2015 국립아시아문화전당 [제야음악회]
- 2015 [크리스마스 이브 뮤지컬 판타지아]
- 2015 [카이와 함께하는 따뜻한 콘서트]
- 2015 KAI'S FIRST FAN MEETING [YOUR KAI]
- 2015 [폴 인 클래식]
- 2015 [VOYAGE to Jarasum]
- 2015 [HYBRID for Music]
- 2014 [2men 콘서트] with 아모리 바실리
- 2014 정규 2집 앨범 발매 기념 [KAI in Italy]
- 2011~2014 성남아트센터 [마티네 콘서트] 진행
- 2014 KBS 교향악단 특별 연주회 [밸런타인 콘체르토]
- 2013 [K-Musical Stars Concert]
- 2013 강동아트센터 살롱 콘서트 [Art-Talk]
- 2013 한국경제 신춘음악회 [The Propose]
- 2012 [신영옥과 함께하는 성탄 음악회]
- 2012 뮤지컬 [두 도시 이야기] 콘서트
- 2012 [카이의 선물]
- 2011 세종문화회관 [제야음악회] 소프라노 신영옥과 협연
- 2011 [디토 페스티벌] MC
- 2011 [평창동계올림픽 유치 기원 오페라 갈라 콘서트]
- 2011 [아람누리 신년 음악회]
- 2011 [세 남자의 로맨틱 프로포즈]
- 2010 한비수교 60주년 기념 Beautiful Children concert(Cultural Center of Philippine)
- 2009 [THANK YOU 4 THE MUSIC]
- 2009 소프라노 조수미 전국투어 [DREAM WITH ME]

## 수상
- 2017년 MBC 연예대상 쇼 시트콤 신인상 《미스터리 음악쇼 복면가왕》
- 2012년 제18회 한국뮤지컬대상 남우신인상
- 2009년 오사카국제음악콩쿠르 성악부문 3위
- 2007년 동아콩쿠르 성악부문 3위
- 2002년 슈베르트 콩쿨 입상